# غروس فيشيرورن
غروس فيشيرورن (بالإنجليزية: Gross Fiescherhorn)‏ هو أحد جبال سلسلة جبال الألب البرنية ويقع في كانتون برن/كانتون فاليز في سويسرا. يحتل المرتبة رقم 21 في قائمة جبال سويسرا من حيث الارتفاع، إذ يبلغ ارتفاعه حوالي 4049 متر، بينما يبلغ ارتفاع نتوء الجبل 398 متر، هذا وقد سجل أول وصول لقمة الجبل عام 1862.